# Археолошки музеј у Ираклиону
Археолошки музеј у Ираклиону је музеј у Ираклиону на Криту. Један је од највећих музеја у Грчкој и најбољи на свету у области Минојске културе, јер садржи највећу и најпотпунију збирку артефаката Минојске цивилизације са Крита.

## Преглед
Музеј је почео са радом 1883. године као једноставна колекција античких предмета. Одабрана зграда изграђена је од 1904. до 1912. године под покровитељством два критска археолога, Јосифа Хацидакиса и Стефаноса Ксантудидиса. Након три разорна земљотреса 1926, 1930. и 1935. год. музеј се скоро срушио. Тадашњи директор музеја у Ираклиону Спиридон Маринатос, уложио је велике напоре да убеди локалну и централну владу и пронађе средства за нову зграду. 1935. године, Маринатос је успео да ангажује Патроклоса Карантиноса да изгради чврсту зграду која је издржала бомбардовање током немачке инвазије 1941. год. и природне катастрофе. Иако је музеј оштећен за време Другог светског рата, збирка је сачувана у потпуности и поново је била изложена 1952. Ново крило изграђено је 1964. године.
Археолошки музеј у Ираклиону спада у један од највећих и најзначајнијих у Грчкој, и један од најважнијих музеја у Европи. У њему су изложени репрезентативни предмети из свих периода критске праисторије и историје, који покривају хронолошки период од око 5,500 година од неолита до римског доба. Најважнија Минојска колекција садржи јединствене предмете минојске уметности, од којих су многи права ремек-дела. Музеј у Ираклиону се с правом сматра најзначајнијим музејом Минојске културе у свету.
Музеј се налази у центру града. Зграда је изграђена између 1937. и 1940. године од стране архитетке Патроклоса Карантиноса на некадашњем месту католичког манастира Сент Францис који је уништен у земљотресу 1856. године. Музејска антисеизмичка зграда је важан пример модернистичке архитектуре и награђена је похвалом Баухаус-а. Карантинос примењује принципе модерне архитектуре за специфичне потребе музеја пружајући добро осветљење од прозора изнад и дуж врха зидова и олакшавајући лакши проток великих група људи. Такође је и предвидео будуће ширење музеја. Боје и грађевински материјали, као што је вештачки полихромирани мермер, подсећају на осликане минојске мермерне зидове. Двоспратна зграда има велике изложбене просторе, лабораторије, салу за чишћење артефаката, библиотеку, канцеларије и посебно одељење, “научна колекција“, у којој се чувају и истражују бројни налази. Музејска продавница, коју води Фонд за археолошка примања, продаје музејске копије, књиге, разгледнице и слајдове. Такође у музеју постоји и кафић.
Већи део музеја је био затворен због реновирања од 2006. до отварања маја 2013.
Археолошки музеј у Ираклиону је под контролом Специјалне регионалне службе Министарства културе а његова сврха је стицање, чување, снимање, проучавање, објављивање, приказивање и промоција критских артефаката из праисторије до касних римских периода. Музеј организује привремене изложбе у Грчкој и иностранству, сарађује са научним и школским институцијама, и организује разне културне догађаје.

## Колекције

### Соба I
Садржи предмете из периода од 6000. п. н. е. до раноминојске цивилизације, укључујући:
- Неолитску богињу плодности
- посуђе из Василике
- камене посуде са острва Мохлос
- минијатурне глинене склуптуре

### Соба II
Садржи предмете из периода од 2000. п. н. е. до 1700. п. н. е. пронађених на Кнососу, Малији и неколико светилишта, укључујући:
- керамичко посуђе из Камареса
- глазиране плочице минојских кућа ("Градски мозаик")
- фигуре врховног божанства

### Соба III
- Фестски диск
- керамичко посуђе из Камареса

### Соба IV
Садржи предмете пронађене у периоду од 1700. п. н. е. до 1450. п. н. е., укључујући:
- ритон бивоља глава из Кнососа
- фигуре Змијске богиње
- алата и оружја, углавном бронзаних
- шоље са Линеар А натписима

### Соба V
Садржи предмете пронађене у периоду од 1450. п. н. е. до 1400. п. н. е., укључујући:
- древне египатске објекте трговине
- глинени модел куће
- примери Линеар А и Линеар Б скрипте

### Соба VI
Садржи открића из гробова у Кнососу, Фестосу и Арханесу, укључујући:
- глинене фигуре
- златни накит
- коњско сахрањивање у гробници – толосу из Арханеса

### Соба VII
Садржи предмете пронађене у периоду од 1700. п. н. е. до 1300. п. н. е. из мањих вила и светих пећина, укључујући:
- бронзане двостране секире
- "Ваза жеталаца"
- вазе од стеатита из Агиа Тријаде
- златни накит из Малије

### Соба VIII – Закрос
Садржи предмете пронађене у периоду од 1700. п. н. е. до 1450. п. н. е. у палати Закрос, укључујући:
- ритон од каменог кристала
- ритон бивоља глава
- керамика са цветним и морским мотивима

### Соба IX
Садржи предмете пронађене у периоду од 1700. п. н. е. до 1450. п. н. е. у источном Криту, укључујући:
- теракотске фигурице из Писокефалског врта
- Минојски печати

### Соба X – Микена
Садржи предмете пронађене у периоду од 1400. п. н. е. до 1100. п. н. е., укључујући:
- глинене фигуре
- глинене склуптуре плесача са свирачима лира

### Соба XI – Дорци
Садржи предмете пронађене у периоду од 1100. п. н. е. до 900. п. н. е. из времена Дорских Грка, укључујући:
- оружје и алат, углавном од гвожђа
- глинене фигуре богиње плодности
- заветне понуде

### Соба XII
Садржи предмете пронађене у периоду од 650. п. н. е., укључујући:
- керамику декорисану са грифинима
- артефакти и фигуре из Като Сими

### Соба XIII
Минојски ковчези (глинени сандуци) су изложени овде.

### Соба XIV – Дворана са фрескама
- Фреске са Кнососа и Агија Тријада
- саркогаф из Агиа Тријаде

### Соба XV и Соба XVI
- Још фресака, укључујући и фамозну "Ла Паризијен"

### Соба XX
Скулптуре из класичног грчког и грчко-римског периода

## Галерија
- Минојски ритон у облику бика
- Минојски накит
- Фрагменти фреске (Кносос, 1600-1450. п. н. е.)
- Фреска прескакач бикова (1600—1450. п. н. е.) из палате у Кнососу
- Кацига од вепрових зуба
- Ваза жеталаца
- Статуа Персофоне
- Лутајући филозоф
- Бронзана портрет статуа младића